# Teste nuclear norte-coreano de setembro de 2016
O teste nuclear norte-coreano de Setembro de 2016 foi o 5° experimento do tipo realizado no país (sendo o terceiro sob o comando do líder Kim Jong-Un), ocorrido no dia 9 de setembro de 2016, exatamente no 68° aniversário da criação do país e passados apenas 8 meses da realização do último teste.

## Antecedentes
2002: Foi revelado o programa secreto de Pyongyang de enriquecimento de urânio. Agentes da AIEA foram expulsos do país.
2003: Coreia do Norte se retirou do Tratado de Não Proliferação Nuclear (TNP)
2005: Governo norte-coreano confirmou ter armas nucleares.
2006: Primeiro teste nuclear norte-coreano, realizado no dia 9 de outubro.
2009: Míssil Taepodong-2 foi lançado no dia 5 de abril. Segundo teste nuclear, no dia 25 de maio.
2013: Terceiro teste nuclear. Reator de Yongbyon, principal fonte de plutônio enriquecido dos norte-coreanos foi reativado
2015: O líder norte-coreano Kim Jong-Un anunciou que o país detém bombas de hidrogênio.
2016: Foi realizado o quarto teste nuclear norte-coreano, no dia 6 de janeiro, supostamente com uma bomba de hidrogênio.

## Eventos
No dia 7 de julho de 2016, o site especializado 38 North já alertava, baseado em imagens de satélite, que a Coreia do Norte poderia estar preparando um novo teste, pois havia uma intensa movimentação na área de Punggye-Ri.
Entre julho e agosto, os militares norte-coreanos realizaram vários testes com mísseis de médio e longo alcance. Um deles foi lançado de submarino, segundo as autoridades sul-coreanas.
Às 00:30 (UTC) do dia 9 de setembro, o Serviço Geológico dos Estados Unidos (USGS) detectou um sismo de magnitude 5,3 na região de Punggye-ri, onde os norte-coreanos costumam realizar seus testes.  Esse tremor foi consideravelmente mais potente do que os anteriores, e foi sentido na China e até mesmo na região russa de Primorsky Krai. Fontes japonesas e sul-coreanas confirmaram que o terremoto foi artificial.
Logo em seguida, a televisão estatal norte-coreana KCTV confirmou que houve uma detonação atômica "com sucesso", para comemorar o 68° aniversário da fundação do país. Ademais, que o novo teste atômico foi uma resposta às novas sanções da ONU e que reafirmam a Coreia do Norte como potência nuclear.
Neste teste, Pyongyang alega ter detonado uma ogiva nuclear, capaz de ser montada em um míssil ICBM.

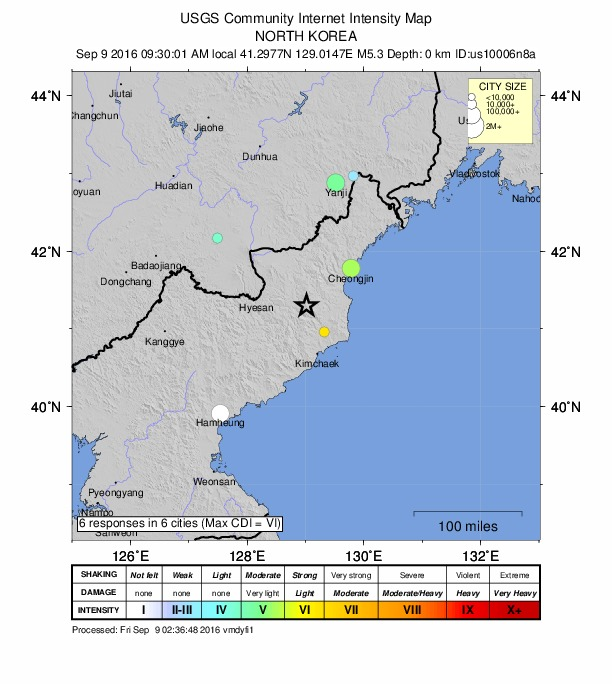
Local da explosão segundo o USGS.

Sismogramas da explosão, registrados pela Agência Meteorológica do Japão.

As autoridades norte-coreanas não divulgam a potência de suas bombas, nem a dimensão de seu arsenal nuclear. Baseado na intensidade do tremor, o Ministério da Defesa Sul-Coreano concluiu que o artefato teve um rendimento de no mínimo 10 quilotons, o que seria o mais potente teste já realizado pela Coreia do Norte. Para comparar, a bomba atômica que destruiu Hiroshima em 1945 tinha uma potência de 16 quilotons. Outras medições falam em 20 a 30 kt, sendo portanto até mais potente do que as bombas empregadas ao final da Segunda Guerra Mundial.  Um quiloton equivale à potencia explosiva de 1000 toneladas de TNT (Trinitrotolueno).  Autoridades chinesas suspeitam que a Coreia do Norte possa ter até 20 bombas atômicas, enquanto que estimativas ocidentais falam em 10 bombas. 
Foi o menor intervalo de tempo registrado entre duas experiências nucleares norte-coreanas. No teste anterior, realizado a 6 de janeiro de 2016, Pyongyang declarou ter detonado uma bomba H, fato esse questionado por especialistas, devido aos fracos efeitos da explosão. 
No dia 10 de setembro, o jornal estatal norte-coreano Rodong Sinmun alertou que não aceitará "chantagens nucleares" das potências ocidentais, especialmente dos Estados Unidos, e ainda chamou a presidente Sul-Coreana Park Geun-Hye de "prostituta" das tropas estrangeiras. Simultaneamente, houve protestos em Seul contra o teste e o regime autoritário de Kim Jong-Un. Jornais sul-coreanos alertaram que até o momento, as sanções da ONU contra a Coreia do Norte se mostraram inúteis contra o avanço do programa nuclear daquele país. Chegaram até mesmo a defender que os Estados Unidos deveriam posicionar armas nucleares táticas em território sul-coreano. Yun Byung-Se, ministro sul-coreano das relações exteriores, teme que a capacidade nuclear do vizinho do norte esteja evoluindo muito rapidamente
Em 12 de setembro, Moon Sang-Gyun, porta-voz do Ministério da Defesa Sul-coreano, informou a jornalistas que a Coréia do Norte teria concluído os preparativos para realizar uma nova experiência nuclear no campo de Punggye-ri. Também deixou claro que Seul está pronta para responder a qualquer provocações do vizinho. O jornal norte-coreano Rodong Sinmun classificou o programa nuclear como um "êxito milagroso" e que o país tem capacidade de atacar não só as bases americanas no Oceano Pacífico como também o território continental dos Estados Unidos.
No dia 13 de setembro, em uma manobra de dissuasão, bombardeiros americanos B-1 decolaram da base aérea de Guam e sobrevoaram o território sul-coreano, acompanhados por caças dos dois países. Vincent Brooks, comandante das tropas americanas na região, declarou que os Estados Unidos e a Coreia do Sul estão devidamente preparados para quaisquer eventualidades na região. 
A 14 de setembro, houve um grande ato em Pyongyang para comemorar o teste nuclear, que contou com a presença de milhares de pessoas assim como de vários membros do primeiro escalão do regime (curiosamente Kim Jong-Un não participou do evento). Kim Ki-nam, secretário do Partido dos Trabalhadores da Coreia do Norte, disse que o teste foi um ato de autodefesa contra os Estados Unidos, e que a capacidade nuclear de seu país continuará a aumentar "qualitativa e quantitativamente".
Zhang Yesui, vice-primeiro ministro da China, alertou ao embaixador norte-coreano em Pequim que a insistência de Pyongyang em desenvolver armas atômicas não levará à paz, pelo contrário, irá desestabilizar a região. Kim Hyun-joong, embaixador da Coreia do Norte na Rússia, também foi alertado pelo vice-chanceler Igor Morgulov de que as frequentes violações às resoluções da ONU podem aumentar a tensão na região.
No dia 23 de setembro, o ministro dos Negócios Estrangeiros da Coreia do Norte Ri Yong Ho procurou justificar, na Assembléia Geral das Nações Unidas, a existência de armas nucleares em seu país. Segundo o ministro, enquanto houverem Estados nuclearizados hostis à RPDC (especialmente os Estados Unidos), a dissuasão nuclear será necessária para manter a paz na península coreana. Por outro lado, alertou que as provocações da Coréia do Sul e seus aliados americanos podem resultar em uma guerra nuclear na região "a qualquer momento".
Tecnicamente, as duas Coreias estão em guerra desde 1950. A Guerra da Coreia foi interrompida em 1953 após um armistício, mas até hoje não foi assinado um acordo de paz.

## Reações internacionais
O teste foi amplamente condenado pela comunidade internacional.
- AIEA: O secretário geral da Agência, Yukiya Amano, declarou que o teste foi algo "preocupante e lamentável"[1]
- ONU: Ban Ki-Moon, secretário geral das Nações Unidas, classificou o ato como "inaceitável" e foi mais um alerta da necessidade de se reforçar a proibição de testes nucleares em todo o mundo.[32]
- Coreia do Sul: A presidente Park Geun-hye chamou o teste de um ato de auto-destruição[33]
- Japão: O primeiro-ministro Shinzo Abe alertou que a Coreia do Norte se torna uma ameaça cada vez maior, não só para seu país como também para toda a Comunidade Internacional.
- Estados Unidos: O presidente Barack Obama classificou como "provocação" e que o ato terá "sérias consequências". Obama também deixou claro que os Estados Unidos "não aceitam" e "jamais aceitarão" a Coreia do Norte como um Estado Nuclear. [34]
- Rússia: O Chanceler Russo Serguei Lavrov declarou estar "severamente preocupado" com o teste
- China: O governo chinês, ainda que seja o principal aliado de Pyongyang, declarou se "opôr firmemente" aos testes nucleares de seu vizinho.[35]
- Brasil: Através do Itamaraty, o governo brasileiro declara que "repudia veementemente" o teste nuclear realizado pela Coreia do Norte e ainda afirmou que continuará a lutar por um mundo livre de armas de destruição em massa.[36]
- Colômbia: O governo colombiano "condenou categoricamente" o teste nuclear, e pede à Coreia do Norte que cumpra com suas obrigações internacionais.[37]
- Chile: "Uma grave provocação que coloca em risco a paz e a segurança, não só da península coreana como de todo o mundo", segundo o comunicado do governo chileno.[38]
- Espanha: O governo espanhol considerou o teste "uma ameaça muito grave para a paz e a estabilidade da península coreana"[39]
- União Européia: "Só há um caminho a ser seguido pela Coréia do Norte e não há outra alternativa: o país tem que cumprir com suas obrigações e abandonar completamente suas armas nucleares, assim como seu programa nuclear, de forma irreversível". [40]

## Sanções da ONU
No dia 30 de novembro de 2016, o Conselho de Segurança das Nações Unidas aprovou de forma unânime endurecer ainda mais as sanções contra a Coreia do Norte. As novas medidas são:
- A partir de 1 de janeiro de 2017, as exportações de carvão da Coreia do Norte (a principal fonte de renda do país) não poderão ultrapassar 7,5 milhões de toneladas métricas ou US$ 400 milhões anuais (o que for menor). Com isso, a RDPC deverá perder até 700 milhões de dólares ao ano em divisas;
- A venda ou transferência de ferro e minério de ferro de origem norte-coreano fica proibida, exceto para fins de subsistência.

O Japão também decidiu de forma unilateral proibir em seu território qualquer navio que tiver como destino ou pararem em portos norte-coreanos.